# Elkeson
Elkeson, oder auch Ai Kesen, mit vollem Namen Elkeson de Oliveira Cardoso (* 13. Juli 1989 in Coelho Neto, MA), ist ein in Brasilien geborener chinesischer Fußballspieler. Er war zuletzt bei Chengdu Rongcheng in der Chinese Super League aktiv, bis er 2025 als vereinsloser Profi seine Karriere beendete. 
Er gewann 2013 sowohl die Chinesische Meisterschaft als auch die AFC Champions League. 2013 wurde er in der chinesischen Super League zudem mit 24 Toren Torschützenkönig. Den Gewinn der AFC Champions League wiederholte er 2015. 2019 nahm er die chinesische Staatsbürgerschaft an.

## Karriere

### EC Vitória
Elkeson spielte bereits viele Jahre in der Jugendabteilung von EC Vitória, ehe er 2009 in den Profikader des Klubs aufstieg. Dort kam er  schon bald seinen zu ersten Einsätzen in der Série A. Bereits in seinem ersten Profi-Jahr konnte Elkeson mit Vitória die Staatsmeisterschaft von Bahia gewinnen. Diesen Titel verteidigte das Team im Folgejahr. 2010 erreichte der Mittelfeldspieler mit seinem Team das Finalspiel um die Copa do Brasil, in dem man auf den FC Santos traf. Nachdem Vitória das Hinspiel mit 0:2 verloren hatte, reichte der 2:1-Sieg in der Rückbegegnung nicht mehr für den Titelgewinn. Elkeson kam in beiden Spielen über die vollen 90 Minuten zum Einsatz. Im gleichen Jahr stieg seine Mannschaft aus der ersten Liga in die Série B ab; Elkeson blieb dem Klub aber zunächst erhalten.

### Botafogo FR
Mitte 2011 wurde er von Botafogo FR verpflichtet. In 66 Spielen kam er auf 19 Tore.

### Guangzhou Evergrande
Anfang 2013 wurde er von Guangzhou Evergrande verpflichtet. Er unterschrieb einen Vertrag über vier Jahre bis einschließlich Dezember 2016. In seiner ersten Saison wurde er Torschützenkönig und gewann neben dem Meistertitel auch die AFC Champions League. In der nächsten Saison wurde er wieder Torschützenkönig und abermals Meister. 2015 wurde er abermals Meister und gewann zum zweiten Mal die AFC Champions League. Dennoch war er in dieser Saison eher Ersatzspieler und kam so nur auf die Hälfte der Einsatzzeit. In seinen drei Jahren in Guangzhou erzielte er in 72 Ligaspielen 59 Treffer und wurde zweimal Torschützenkönig.

### Shanghai SIPG
Anfang 2016 wurde er von Guangzhou an Shanghai SIPG verkauft.

### Rückkehr zu Guangzhou Evergrande
Anfang Juli 2019 kehrte der Mittelstürmer zurück zu Guangzhou Evergrande.
| Klub                 | Jahr             | National Meisterschaft | National Meisterschaft | National Pokal | National Pokal | Staat Meisterschaft | Staat Meisterschaft | Südamerika Copa Sudamericana | Südamerika Copa Sudamericana | Andere | Andere | Gesamt | Gesamt |
| Klub                 | Jahr             | Spiele                 | Tore                   | Spiele         | Tore           | Spiele              | Tore                | Spiele                       | Tore                         | Spiele | Tore   | Spiele | Tore   |
| Vitória              |                  |                        |                        |                |                |                     |                     |                              |                              |        |        |        |        |
| -------------------- | ---------------- | ---------------------- | ---------------------- | -------------- | -------------- | ------------------- | ------------------- | ---------------------------- | ---------------------------- | ------ | ------ | ------ | ------ |
| Vitória              | 2009             | 12                     | 1                      | 0              | 0              | 2                   | 0                   | 1                            | 1                            | –      | –      | 15     | 2      |
| Vitória              | 2010             | 34                     | 6                      | 10             | 1              | 13                  | 2                   | 2                            | 0                            | 4      | 0      | 63     | 9      |
| Vitória              | 2011             | 1                      | 0                      | 2              | 0              | 18                  | 7                   | 0                            | 0                            | –      | –      | 21     | 7      |
| Gesamt               | -                | 47                     | 7                      | 12             | 1              | 33                  | 9                   | 3                            | 1                            | 4      | 0      | 99     | 18     |
| Botafogo FR          | 2011             | 35                     | 8                      | 0              | 0              | 0                   | 0                   | 3                            | 0                            | –      | –      | 38     | 8      |
| Botafogo FR          | 2012             | 31                     | 11                     | 5              | 2              | 16                  | 5                   | 2                            | 0                            | –      | –      | 54     | 18     |
| Gesamt               | -                | 66                     | 19                     | 5              | 2              | 16                  | 5                   | 5                            | 2                            | –      | –      | 92     | 28     |
| Klub                 | Jahr             | Chinese Super League   | Chinese Super League   | Chinese FA Cup | Chinese FA Cup | –                   | –                   | AFC Champions League         | AFC Champions League         | Andere | Andere | Total  | Total  |
| Klub                 | Jahr             | Spiele                 | Tore                   | Spiele         | Tore           | Spiele              | Tore                | Spiele                       | Tore                         | Spiele | Tore   | Spiele | Tore   |
| Guangzhou Evergrande | 2013             | 28                     | 24                     | 3              | 1              | –                   | –                   | 6                            | 6                            | 4      | 1      | 41     | 32     |
| Guangzhou Evergrande | 2014             | 28                     | 28                     | 1              | 0              | –                   | –                   | 10                           | 6                            | 0      | 0      | 39     | 34     |
| Guangzhou Evergrande | 2015             | 16                     | 7                      | 1              | 0              | –                   | –                   | 11                           | 3                            | 4      | 0      | 32     | 10     |
| Gesamt               | -                | 72                     | 59                     | 5              | 1              | –                   | –                   | 27                           | 15                           | 4      | 1      | 112    | 76     |
| Shanghai SIPG        | 2016             | 26                     | 10                     | 2              | 0              | –                   | –                   | 9                            | 4                            | 0      | 0      | 37     | 14     |
| Gesamt               | -                | 26                     | 10                     | 2              | 0              | –                   | –                   | 9                            | 4                            | 0      | 0      | 37     | 14     |
| gesamte Karriere     | gesamte Karriere | 211                    | 95                     | 24             | 5              | 49                  | 14                  | 44                           | 22                           | 12     | 1      | 340    | 137    |

### Nationalmannschaft
2019 wurde Elkeson der erste Nationalspieler Chinas, welcher nicht chinesischer Abstammung war. Der damalige Nationaltrainer Chinas Marcello Lippi hatte ihn im August 2019 für ein Qualifikationsspiel zur Fußball-Weltmeisterschaft gegen die Malediven berufen. Hierfür nahm er die chinesische Staatsbürgerschaft und den Namen Ai Kesen an. Sein Debüt für die A–Auswahl Chinas gab er in dem Spiel gegen die Malediven am 10. September 2019. In dem Spiel stand er in der Startelf und erzielte seine ersten zwei Länderspieltore.

## Spielstil
Elkeson gilt in der brasilianischen Liga als Spielmacher und Freistoßspezialist. Seine Freischüsse schlägt er sowohl mit seinem starken rechten, wie auch mit seinem linken Fuß. Während seiner Zeit in China entdeckte er den Torjäger in sich und wurde zunehmend als Stürmer eingesetzt. Zuletzt als linker Flügel, stürmte Ai Kesen für Chengdu Rongcheng und ist bis heute der zweitbeste Torjäger in der CSL.

## Trivia
Um in der Jugendakademie von EC Vitória angenommen zu werden, machte sich Elkeson im Alter von 13 Jahren um zwei Jahre jünger, in dem er seine Dokumente fälschte. Die Vitória-Verantwortlichen kamen allerdings hinter diesen Schwindel, behielten den talentierten Jugendspieler schließlich aber doch.
Im Sommer 2019 nahm er die chinesische Staatsbürgerschaft an – daraufhin musste er sich einen neuen Namen geben und heißt nun Ai Kesen.

## Erfolge
EC Vitória
- Staatsmeisterschaft von Bahia: 2009, 2010
- Copa do Nordeste: 2010

Guangzhou Evergrande
- Chinese Super League: 2013, 2014, 2015, 2019
- AFC Champions League: 2013, 2015

Shanghai SIPG
- Chinese Super League: 2018
- Chinese FA Super Cup: 2019

## Auszeichnungen
- Chinese Association Footballer of the Year: 2014
- Chinese Super League: Torschützenkönig: 2013 (24 Tore), 2014 (28 Tore)
- Chinese Super League: Team of the Year: 2013, 2014
- AFC Champions League: Dream Team: 2013